# Thrive
Thrive é o décimo álbum de estúdio da banda Newsboys, lançado a 18 de Junho de 2002.

## Faixas
1. "Giving It Over" – 3:47
2. "Live In Stereo" – 3:06
3. "Million Pieces (Kissin' Your Cares Goodbye)" – 4:14
4. "Thrive" – 3:53
5. "Rescue" – 4:22
6. "It Is You" – 4:22
7. "Cornelius" – 3:31
8. "The Fad of The Land" – 3:18
9. "John Woo" – 3:09
10. "Lord (I Don't Know)" – 3:46

## Tabelas
Álbum
| Tabela (2002)              | Posição |
| -------------------------- | ------- |
| Billboard 200              | 38      |
| Top Contemporary Christian | 3       |